# Ludovic Hubler
Pour les articles homonymes, voir Hübler.
Œuvres principales
Tour du monde en stop - Livre "Le Monde en Stop" - Travel With A Mission
Ludovic Hubler est un entrepreneur social et écrivain voyageur français. Il a notamment fondé le site internet Travel With A Mission après avoir fait le tour du monde en stop. Il est l'auteur du récit de voyage Le Monde en stop, lauréat du Prix Pierre Loti 2010. 

## Biographie

### Enfance
Né le 11 septembre 1977, Ludovic Hubler est le fils d'un père chef d'entreprise et d'une mère au foyer.
Passionné de football et de géographie, il grandit dans les villes de Wasselonne et d'Obernai en Alsace.
À l'issue d'une formation à l'école de Management de Strasbourg, il obtient un Master de Management en juin 2002.

### Tour du monde en stop
Avant de se lancer dans la vie professionnelle, il décide de se confronter aux réalités par un tour du monde qu'il effectuera uniquement en stop, sans utiliser ni train, ni bus, ni taxi, ni avion.
Son aventure va durer 5 ans, allant du « voilier-stop » pour traverser notamment les océans Atlantique et Pacifique au « brise-glace-stop » pour se rendre sur le continent Antarctique en passant par la traversée du Sahara ou de pays comme la Colombie ou l’Afghanistan.
Ses rencontres furent aussi nombreuses que variées. Parmi les plus marquantes figurent celle avec Tenzin Gyatso, le 14e dalaï-lama, qui l’a reçu dans sa demeure de Dharamsala en Inde en 2007 mais aussi celles de plusieurs milliers d’étudiants de tous horizons avec qui Ludovic a partagé son aventure en cours de route. Au cours de ses 5 années de voyage, il a parcouru 170 000 km, traversé 59 pays, donné des centaines de conférences, grâce à plus de 1 300 conducteurs. Un périple partagé également au quotidien avec les enfants cancéreux de l'hôpital de Strasbourg-Hautepierre via des conversations webcam et l'envoi de photos et de courriels.

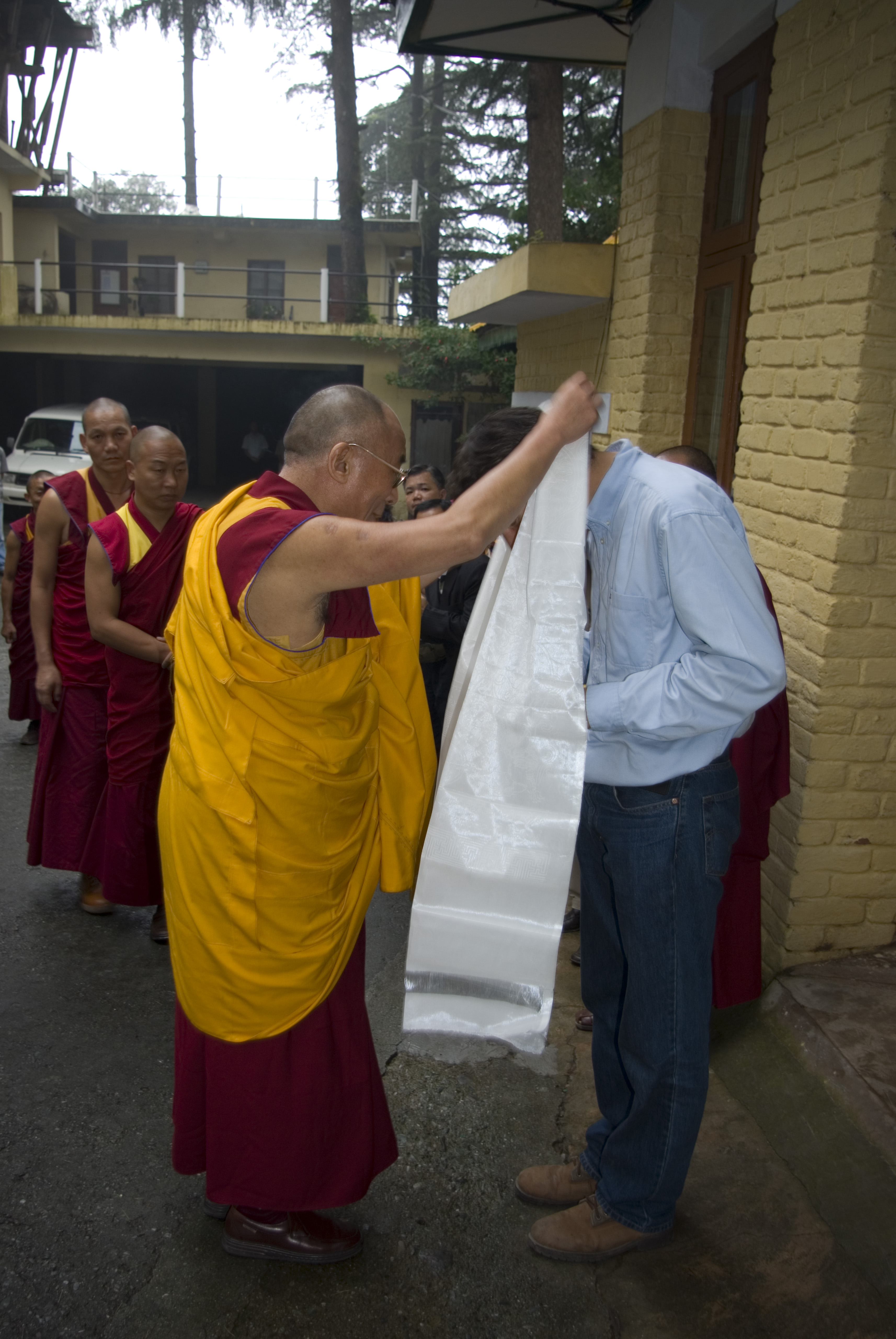
Remise d'une khata par le 14e dalaï-lama
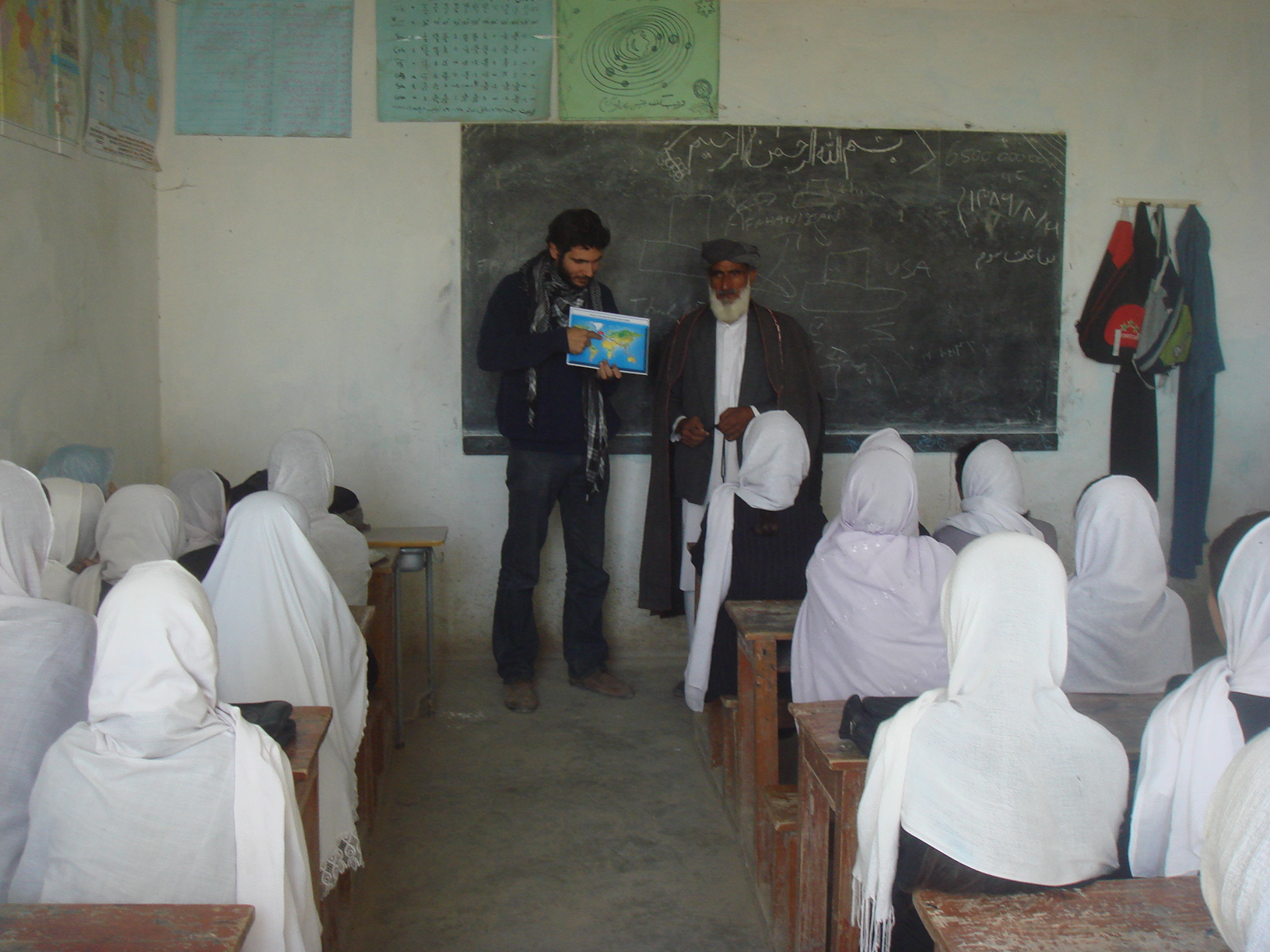
Partage de l'aventure dans une école en Afghanistan
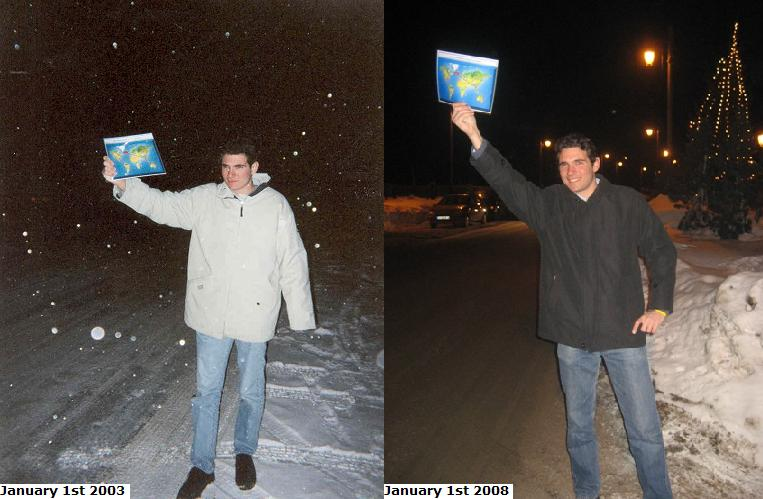
1er et dernier jour du tour du monde
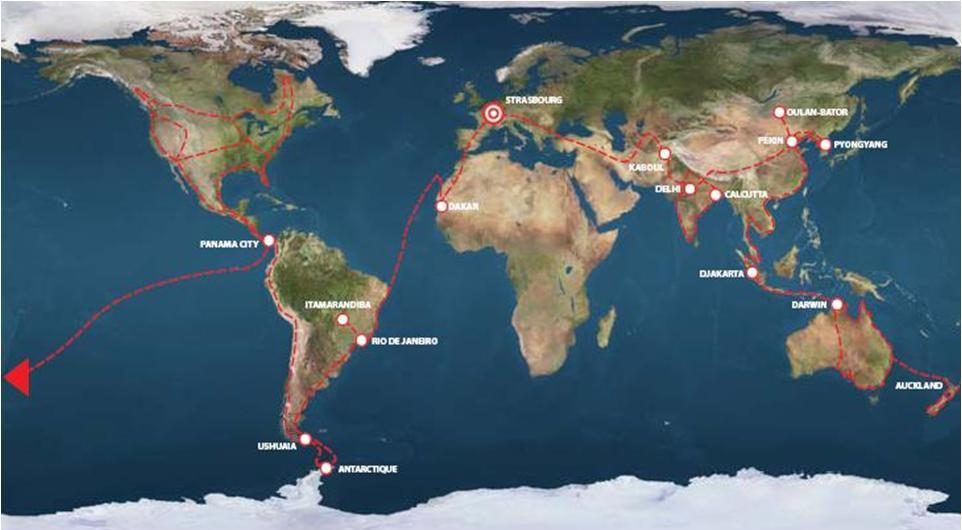
Trajet du tour du monde en stop

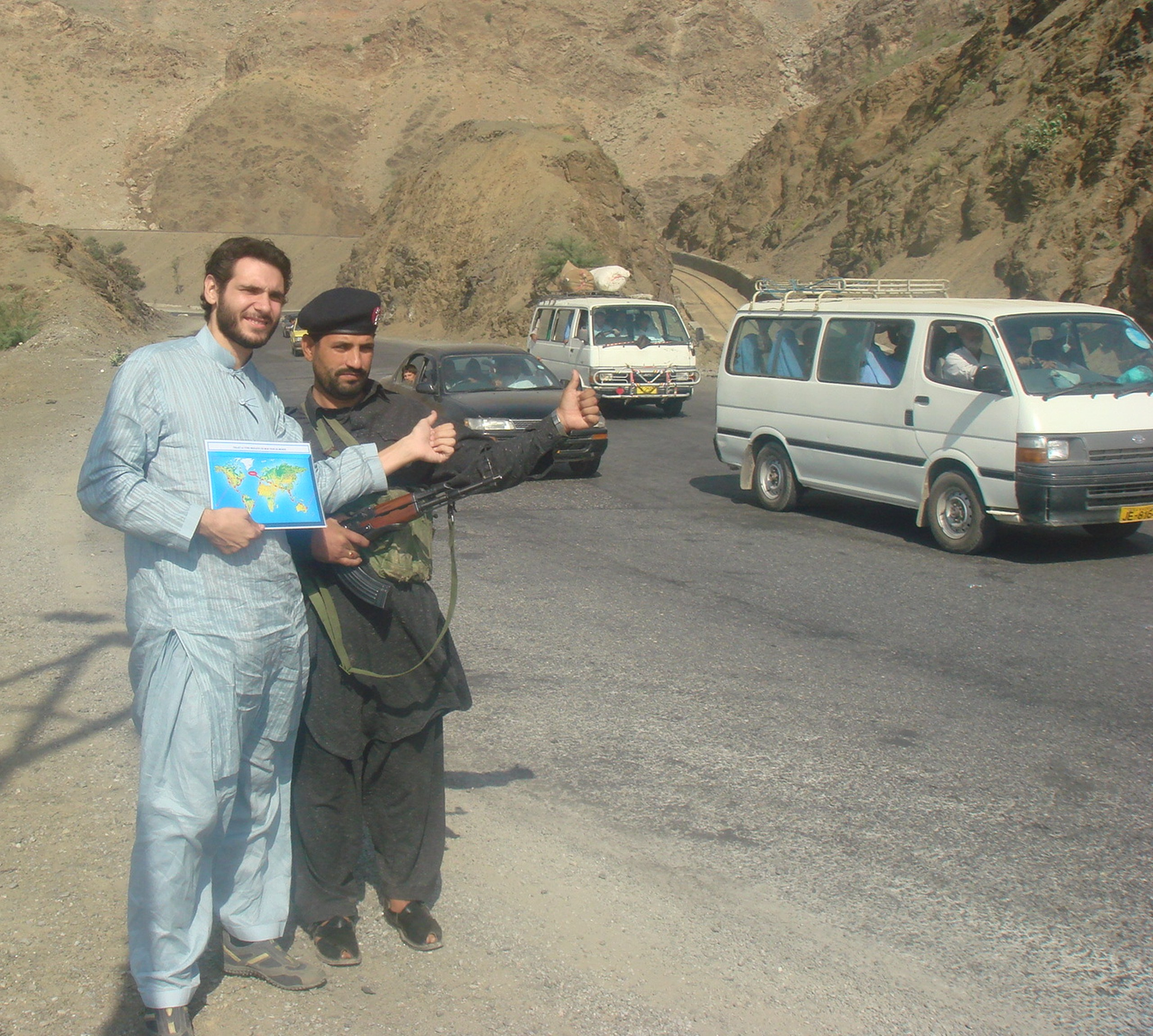
Stop avec garde du corps dans les zones tribales pakistanaises

### Après tour
Ludovic Hubler vit aujourd'hui à Eze dans le sud de la France et se consacre aujourd'hui entièrement au développement du Twaming via le site Travel with a mission, dont l'objectif est de faciliter la rencontre entre individus souhaitant partager un savoir, une compétence, une expérience (appelés Twamers) et individus, appartenant à une ou plusieurs institutions (écoles, universités, centres communautaires, hôpitaux, etc.) souhaitant leur offrir un public (appelés Twamhosts).
Avant cela, il était pendant près de 5 ans responsable du département des projets sur zone à Monaco dans l'organisation Peace and Sport, L'organisation pour la paix par le sport placée sous le Haut-Patronage du Prince Albert II de Monaco.
Il continue de donner régulièrement des conférences partageant à la fois son parcours et les apprentissages de son aventure dans différents festivals, écoles, entreprises ou associations.
Ludovic Hubler est marié avec Marisol Richards Espinosa, une avocate originaire du Panama, en Amérique centrale, rencontrée en septembre 2005 pendant son périple. Il est père d'une petite Ana-Laura.

### Médias tour du monde en stop
Au fil des années, son tour du monde en stop fut largement médiatisé sur tous types de supports médiatiques à travers le monde. Quelques exemples :
Presse
- Vincent de Monicault, « Ludovic Hubler ou le monde en stop », sur OOpartir,  l'e-magazine du voyage, 2010 (consulté le 19 février 2012)
- « Un cargo-stoppeur invité par la Sofrana », sur Les Nouvelles calédoniennes, 8 février 2006 (consulté le 19 février 2012)
- Sandrine Mercier, « Le tour du monde en pouce-pouce », A/R Magazine, no 1,‎ juillet-août 2010, p. 42 (ISSN 2108-3347, lire en ligne)
- Jean-Charles Dimier, « Le monde en stop », sur Instinct Voyageur, 7 mai 2011 (consulté le 19 février 2012)
- « Tour du monde en stop : Ludovic a levé son pouce pendant 5 ans La Poste faisant foi », sur La Dépêche du Midi, 31 décembre 2007 (consulté le 19 février 2012)
- « Le tour du monde en stop… Cinq années à l'école de la vie », UN Special, no 686,‎ juillet-août 2009 (lire en ligne)
- « Fin d'un périple de 5 ans passé le pouce tendu aux quatre coins du monde », sur RTL Info, 30 décembre 2007 (consulté le 19 février 2012)
- Édith Anselme, « Ludovic Hubler a fait le tour du monde en stop », sur Sud Ouest, 22 juillet 2010 (consulté le 19 février 2012)
- Article Couch Surfing
- Article Plus Jamais
- Article Le Journal de Saone et Loire

- (en) Article Bangkok Magazine, Thaïlande
- (en) Article Vault, changing career
- (en) Article Road Junky
- (en) Article Road Junky 2
- (en) Article DigiHitch
- (en) Article The Hindu
- (en) Article Tuoi Tre, Viêt-nam
- (en) Article Vietbao, Viêt-nam
- (en) Article Amérique Latine
- (en) « Article The Star Malaisie »(Archive.org • Wikiwix • Archive.is • Google • Que faire ?)
- (en) Article Orlando Sentinel, Floride, USA
- (en) Article Tribune India, Inde
- (en) Livre Homo-travel
- (en) Article Geht Hitchhiking

Radio
- Invité de Philippe Bouvard aux Grosses Têtes
- Au Détour du Monde, France Inter
- Allô la Planète, France Inter
- Europe 1
- (en) Emission Outlook - BBC World

Télévision
- (en) Reportage CBS Texas, USA
- (en) Reportage Floride, USA
- (en) Reportage TV Sohu, Chine
- (en) Reportage Dragon TV, Chine
- (en) Reportage One TV, Nouvelle-Zélande
- (en) Reportage Televisa, Mexique
- (en) Reportage One TV, Nouvelle-Zélande

### Autres médias
- (en) Interview aux championnats du monde présentant le programme Peace and Sport-ITTF "Table Tennis for Peace"
- (en) Article ITTF aux championnats du monde de Tennis de Table, présentation du programme Peace and Sport-ITTF "Table Tennis for Peace"